# Muzej lokalne zgodovine Lahič
Muzej lokalne zgodovine vasi Lahič (azerbajdžansko Lahıc tarix-diyarşunaslıq muzeyi) je bil ustanovljen leta 1985 in je v vasi Lahič v okrožju Ismailli v Azerbajdžanu. Aliyev Maarif Aghamehedi oglu je glavni skrbnik muzeja.

## Zgodovina muzeja
Muzej je bil odprt leta 1985 v okviru Zgodovinsko-kulturnega rezervata Lahič. Sprva je bil del zgodovinsko-kulturnega naravnega rezervata, od leta 1992 pa deluje kot samostojen kulturni objekt. Sam muzej je v stavbi, ki je znana kot »Aghaoglu mošeja« v Lahiču in je bila zgrajena leta 1914.

## Razstava
Razstavo muzeja sestavlja več kot 1000 eksponatov v 10 oddelkih. Razstave sestavljajo starodavni primeri rokodelstva, vključno z vzorci keramike izpred 2000 let, mehovi, izdelani v 18. stoletju za taljenje bakra, in drugi deli, povezani z živinorejo in trgovino, ter informacije o podzemni vodovodni napeljavi, nameščeni v 15. stoletju.

## Zanimiva dejstva
Kamilli Tofig Kamil oglu, predstavnik muzeja, se je udeležil nacionalnega usposabljanja za trenerje-specialiste muzejskega dela iz Azerbajdžanske republike s strani vodstva muzeja z uporabo publikacij UNESCO/ICOM, ki je potekalo 20. in 22. aprila 2009 v Bakuju.